# Crissolo
Crissolo ist eine oberitalienische Gemeinde in den Cottischen Alpen. Sie ist seit 2006 Mitglied der Berggemeinschaft Comunità Montana Valli Po, Bronda e Infernotto, die 2008 zur Comunità Montana Valli Po, Bronda, Infernotto e Varaita erweitert wurde.

## Lage und Einwohner
Crissolo liegt 65 km nordwestlich von der Provinzhauptstadt Cuneo und 60 km südwestlich von Turin, im obersten Valle Po.
Die Gemeinde Crissolo liegt etwa 1300 m über dem Meeresspiegel im Valle Po, etwa 7 km Luftlinie von den Quellen des Po entfernt und hat 148 Einwohner (Stand 31. Dezember 2023). Zur Gemeinde gehören auch die Dörfer und Weiler Bertolini, Borgo, Brich, Fenogli, Sagne, Serre, Serre Uberto und Villa (Gemeindesitz).
Die Gemeinde, mit ihrer Fläche von 48 km², ist auf der Nordseite des Tales entstanden. Vom Fluss herauf kommt die Via Valle Po (Strada Statale 662), die von Osten her von Saluzzo (Rand der Poebene) nach Paesana führt, dem Hauptort des Gebirgstales.
Die Nachbargemeinden sind Oncino und Ostana flussabwärts des Valle Po, Bagnolo Piemonte, Bobbio Pellice und Villar Pellice im nördlichen Paralleltal Val Pellice und Pontechianale im südlichen Valle Varaita und Abriès-Ristolas mit Ristolas in Frankreich.

## Geschichte

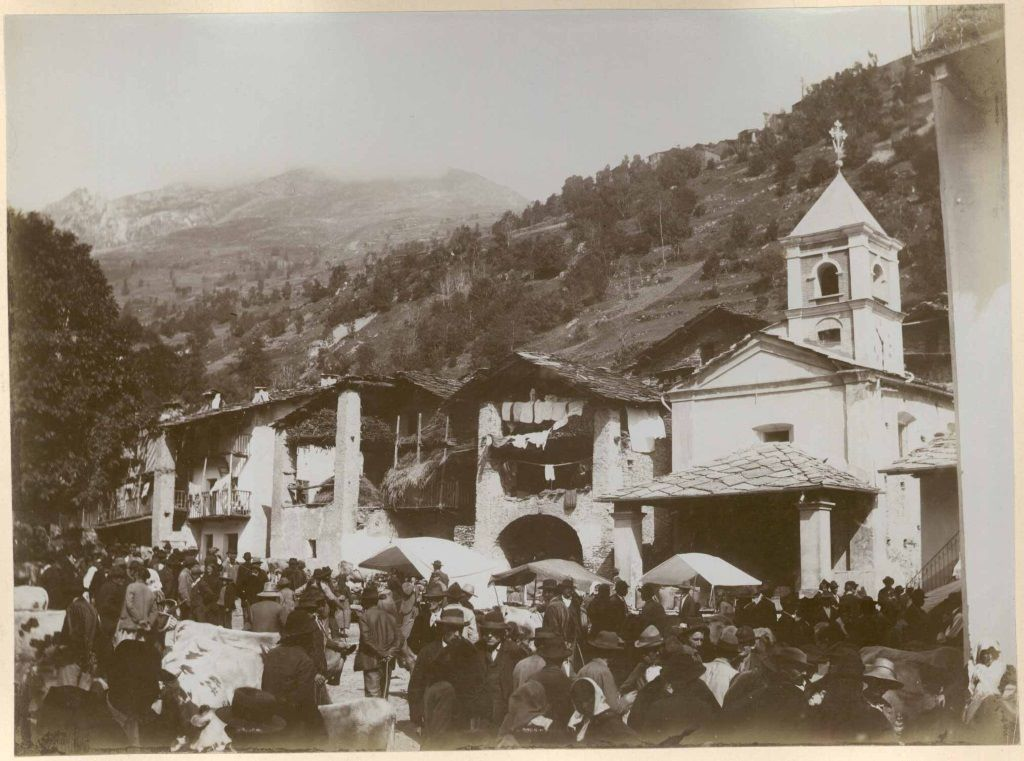
Crissolo 1904

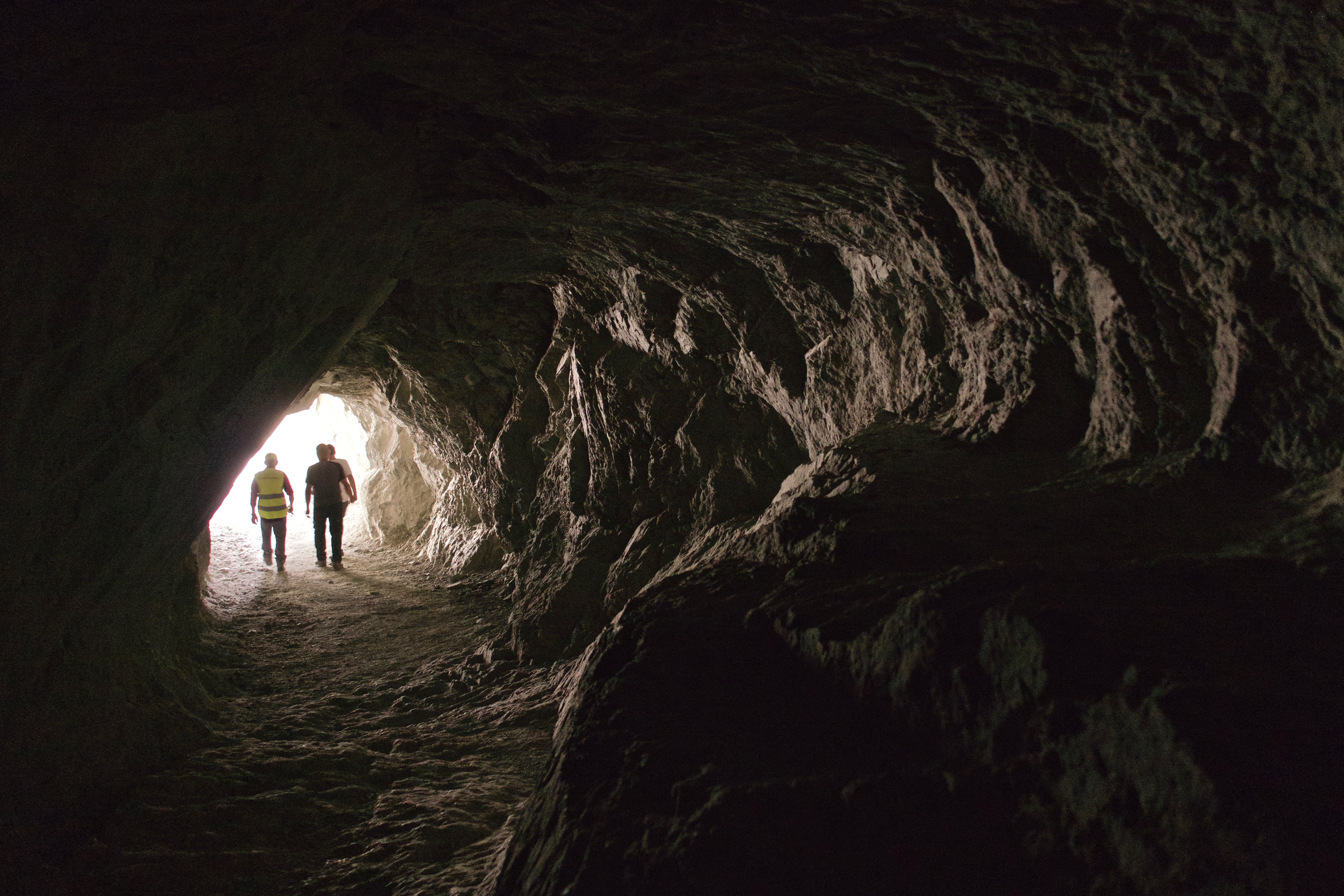
Das Innere des 2017 renovierten Tunnels Buco di Visoin Richtung des italienischen Ausgang

Es entstand in einem Gebiet, das seit der Eisenzeit besiedelt war. Der Ortsname, der in Dokumenten des 14. Jahrhunderts in den Formen „Cruzolis“, „Crusolis“, „Crossolis“, „Crusolijs“, „Crosoliis“ und „Cruzolio“ vorkommt, leitet sich wahrscheinlich vom lateinischen CRUCEOLUM ab, einer Verkleinerungsform von CRUX, „Kreuz“, was sich vielleicht mehr als nur auf den modernen „Schmelztiegel“ bezieht, sondern auf eine kreuz und quer verlaufende Anordnung der Siedlung.
Aufgrund seiner Lage an der Verbindungsstraße mit den Gebieten jenseits der Alpen war es wichtig und gehörte im Mittelalter zum Besitz der Markgrafen von Saluzzo. Nach den Ereignissen geriet diese Stadt unter die Herrschaft der Haus Savoyer, Spanier und Franzosen. Als sie in den Staat Savoyen zurückkehrte, teilte sie dessen Schicksal.
Die jüngste Geschichte ist die Geschichte des übrigen Italiens mit der Vorbereitung und Schaffung des Einheitsstaates, den Unabhängigkeitskriegen und den beiden tragischen Weltkonflikten. Unter den Denkmälern stechen folgende hervor. Die Pfarrkirche aus dem 16. Jahrhundert in Serre und die nahegelegene Wallfahrtskirche San Chiaffredo.
Auf fast 2.900 Metern Höhe befindet sich der Buco di Viso oder auch Traversette-Tunnel, der älteste Tunnel der Alpen, der in der zweiten Hälfte des 15. Jahrhunderts von den Markgrafen von Saluzzo erbaut wurde und noch heute zur Überwindung des gleichnamigen Tunnels genutzt werden kann.

## Tourismus

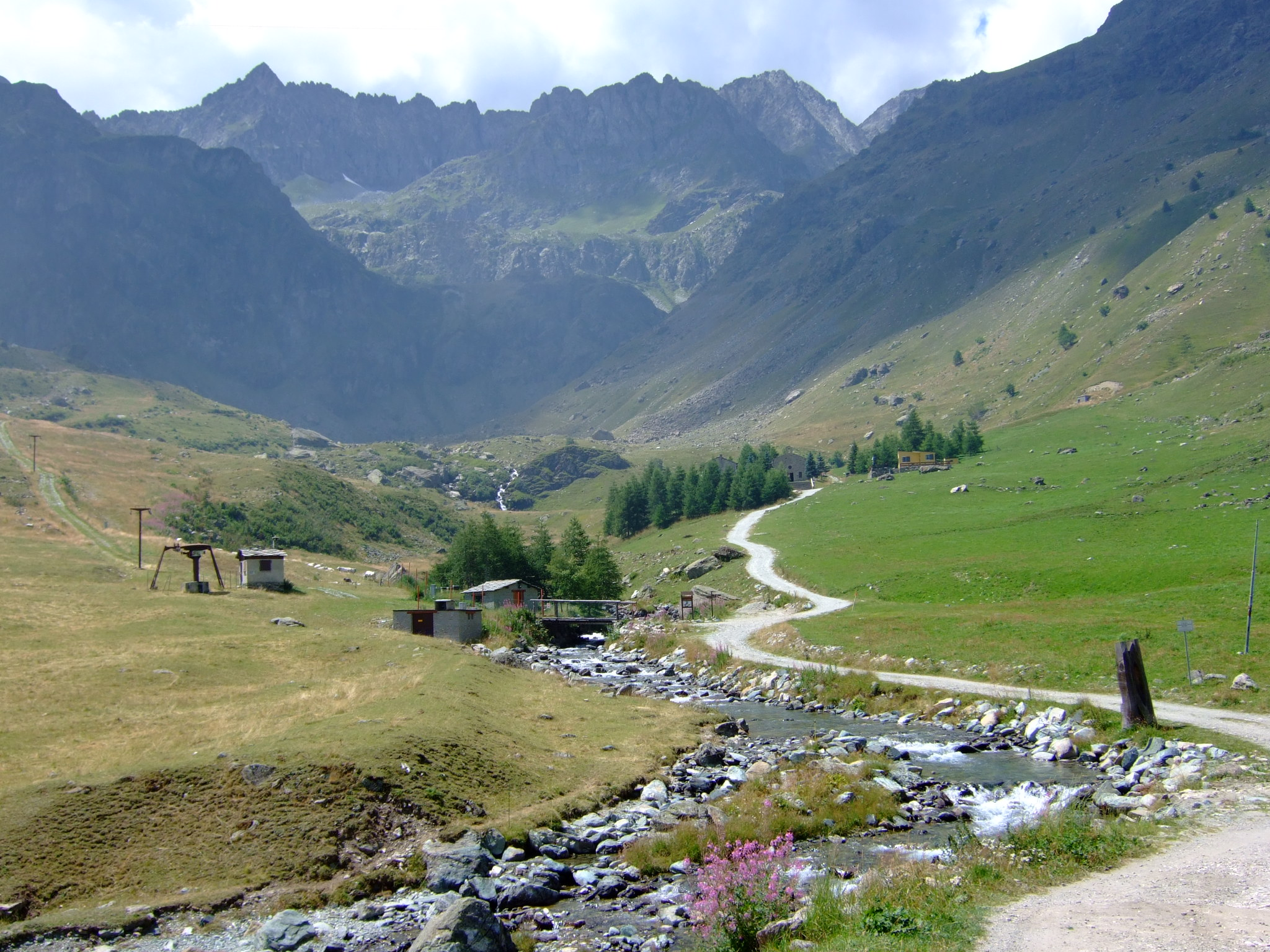
Landschaft im Quellgebiet des Po

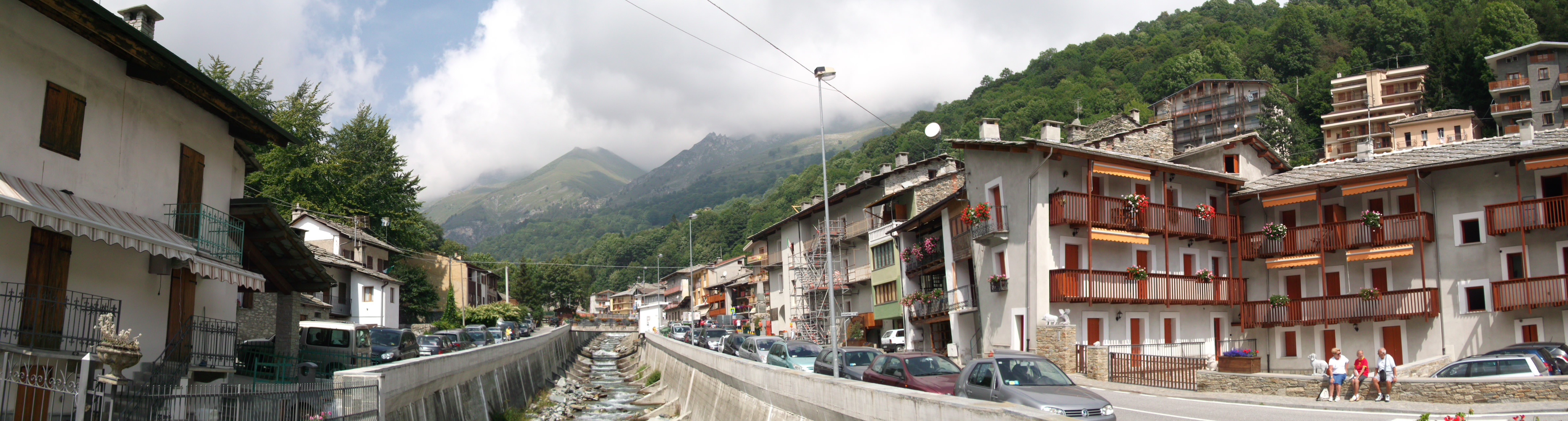
Panorama

Der Talschluss des Valle Po ist der beste Ausgangspunkt zum höchsten Gipfel der Cottischen Alpen, der Felspyramide des Monte Viso (Monviso, 3841 m). Für ihre Besteigung sind von Crissolo aus zwei Schutzhütten erreichbar: das Rifugio Quintino Sella (2640 m) am Lago Grande di Viso und das Rifugio Mont Viso (2460 m).
Eine zweitägige Bergtour ist der Giro del Viso, der – teilweise auf französischer Seite (Bergerie du Grand Vallon) – um den Bergriesen herumführt bis zum Rifugio Vallanta (2450 m) oberhalb des südlichen Nachbartales Valle Varaita.
Am Gemeindegebiet via Ortschaft Cerre (+ 30 Gehminuten) in einer Höhe von etwa 1500 m liegt der Eingang zur San Martino Höhle (ital. grotta di San Martino) mit einem 40 bis 55 m hohen Wasserfall Pissarai. Nur der untere horizontale Gang ist im Sommer geführt allgemein für Touristen zugänglich es hat 5,5 °C Lufttemperatur.
Die beliebteste Wanderung von Crissolo aus führt zu den 6 km entfernten Quellen des Po, von wo mehrere Steige nach Westen zu den Dreitausendern an der französischen Grenze führen, etwa zur Punta Venezia (3095 m), Punta Udine und Punta Roma (3070 m), oder zum Monte Granero (3170 m). Unterhalb der erstgenannten Gipfel liegt die Schutzhütte Rifugio Vitale Giacoletti (2741 m).
Kleinere Bergrouten führen auf den nahen Monte Tivoli (~2000 m) im Süden Crissolos, auf den von Oncino auch eine Bergstraße führt, und den Monte Grane (2318 m) im Südwesten. Von hier gelangt man weiter zum Lago Grande di Viso an der Ostflanke des Monviso. Einige weitere Bergseen sind auf Steigen von der Poquelle her erreichbar.
Zur Entwicklung des Wintersports wurden neue Schilifte errichtet, etwa auf den Monte Grane (2318 m) und die Pian Regina (1745 m). So soll auch die Abwanderung der Talbewohner gestoppt werden.

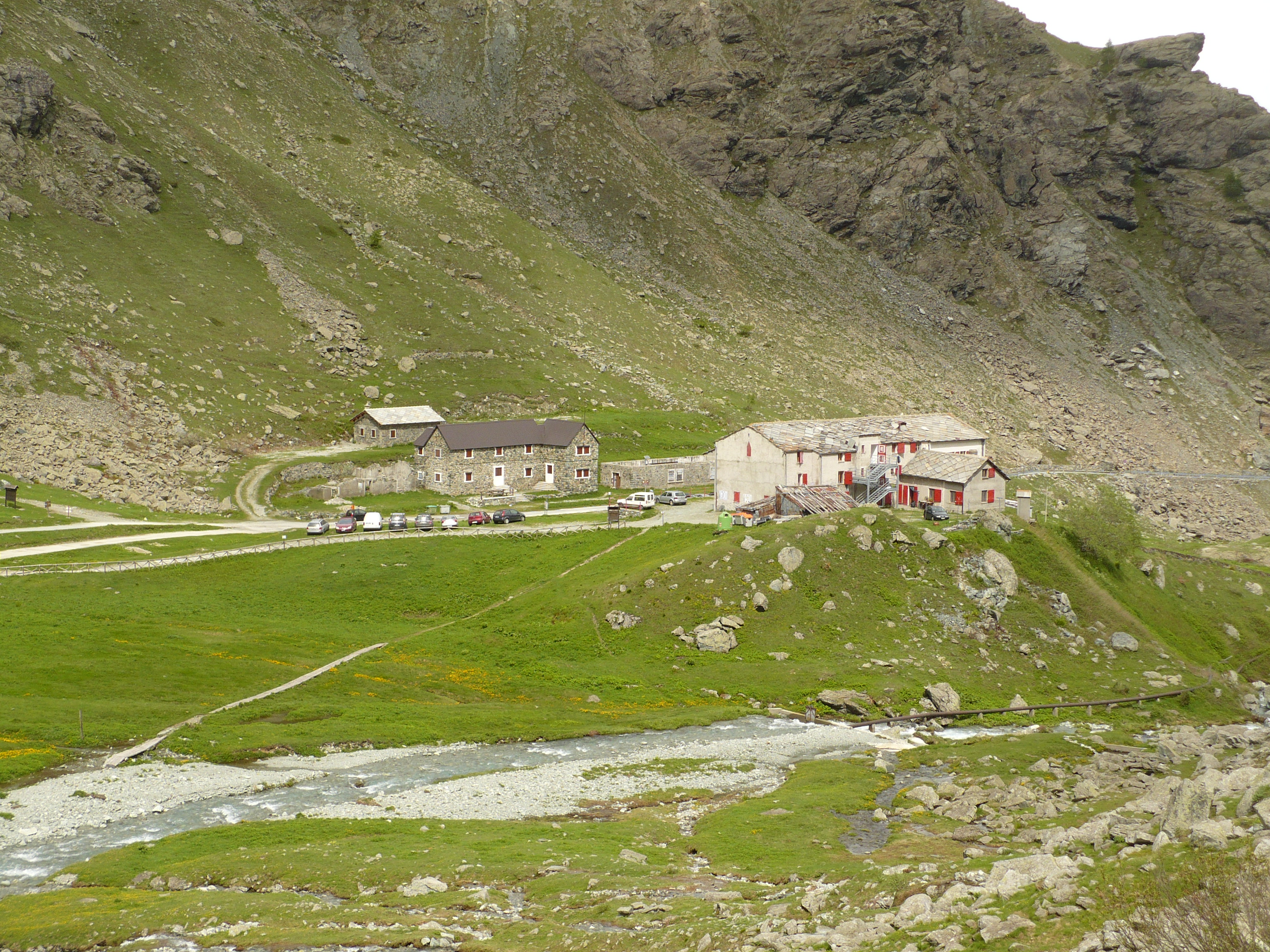
Pian del Re

## Gemeindepartnerschaft
- Baratier

## Giro d’Italia
Der zu Crissolo gehörenden Ort Pian del Re (2.020 m) war zweimal Zielort der Giro d’Italia
- 1991   12. Etappe von Savona – Pian del Re     182 km Sieger:  Massimiliano Lelli
- 1992   17. Etappe von Vercelli – Pian del Re   200 km Sieger:  Marco Giovannetti